# Tech 1 Racing
Tech 1 Racing – francuski zespół wyścigowy, założony w 2000 roku w Tuluzie. Obecnie startuje w Formule Renault 3.5, Europejskim Pucharze Formuły Renault 2.0 i Alpejskiej Formule Renault 2.0. W latach 2010–2011 pojawił się również na starcie serii GP3. W przeszłości startował także w Eurocup Mégane Trophy, Francuskiej Formule Renault.

## Historia

### Początki
Zespół został założony w sezonie 2000, przez byłego kierowcę wyścigowego Simona Abadie. W latach 2000−2005 zespół startował w nieistniejącej już francuskiej Formule 3. Najlepszy wynik osiągnął w roku 2003, kiedy to został wicemistrzem serii.

### Puchar Renault Megane
W latach 2005–2009 francuska ekipa startowała w Pucharze Renault Megane. Udany debiut zaowocował w kolejnych trzech latach tytułami mistrzowskimi, po które sięgali Holender Jaap van Lagen, Portugalczyk Pedro Petiz oraz Francuz Michaël Rossi. Po zdecydowanie mniej udanym 2009 roku Tech 1 Racing wycofało się z serii francuskiego producenta.

### Europejska Formuła Renault
Od 2010 roku Tech 1 bierze udział w Europejskiej Formule Renault. Już w pierwszym sezonie startów zespół sięgnął po tytuł mistrzowski, dzięki dominującemu Estończykowi Kevinowi Korjusowi, który zwyciężył w dziewięciu z szesnastu wyścigów.
Drugi rok startów był zdecydowanie słabszy dla francuskiej stajni, która zakończyła dopiero na 4. lokacie, a jej zawodnicy – Hiszpan Javier Tarancón oraz Francuz Paul Loup-Chatin – zostali sklasyfikowani odpowiednio na 8. i 9. miejscu w klasyfikacji generalnej, a także odnieśli po jednym zwycięstwie.
Kolejny sezon znów przyniósł 4 pozycję w klasyfikacji zespołów. Tym razem do tego wyniku przyłożyli się przede wszystkim Paul Loup-Chatin i Oscar Andrés Tunjo (odpowiednio 6 i 7 pozycja w klasyfikacji kierowców).
Dzięki mistrzowi serii - Francuzowi Pierre Gasly, błyszczącemu na początku sezonu Matthieu Vaxivière oraz dobrym występom Rosjanina Jegora Orudżewa ekipa nie miała sobie równych w sezonie 2013. Z przewagą 132 punktów pokonała ART Junior Team.

### Formuła Renault 3.5
Od 2006 roku Tech 1 Racing startuje w Formule Renault 3.5. Pierwszy sezon zespół zakończył na 12. miejscu, natomiast jego najlepszy kierowca – Japończyk Ryō Fukuda – był szesnasty.
Drugi rok startów okazał się znakomity dla francuskiej ekipy. Tytuł w klasyfikacji kierowców zdobył Portugalczyk Álvaro Parente, natomiast dzięki pozostałym punktom zdobytym przez dziesiątego w klasyfikacji Francuza Juliena Jousse, ekipa sięgnęła po pierwsze mistrzostwo wśród wyścigowych stajni.
W sezonie 2008 Tech 1 Racing wprawdzie nie obronił mistrzostwa kierowców (Jousse był drugi, natomiast młody Charles Pic szósty), ale dzięki łącznej zdobyczy punktowej francuski zespół obronił tytuł mistrzowski w klasyfikacji konstruktorów.
W 2009 roku ekipa Simona Abadie zanotowała regres formy i w konsekwencji zmagania zakończyła na 4. lokacie. Najlepszy z jej zawodników Pic zajął 3. pozycję.
Sezon 2010 to powrót francuskiej stajni na szczyt klasyfikacji. Lider zespołu Daniel Ricciardo w wyniku kilku pechowych wyścigów tytuł mistrzowski przegrał różnicą zaledwie dwóch punktów z Rosjaninem Michaiłem Aloszynem.
Rok 2011 był najsłabszym dla Tech 1 od debiutanckiego sezonu. Zespół rywalizację ukończył dopiero na 5. lokacie, głównie za sprawą słabej postawy Francuza Arthura Pica, który sklasyfikowany został dopiero na 23. miejscu. Drugi z zawodników – zaledwie 18-letni Estończyk Kevin Korjus – popisał się swoimi umiejętnościami, zwyciężając w trzech wyścigach, jednakże w wyniku niestabilnej formy, zmagania zakończył na 6. pozycji.
W 2012 zespół powrócił na szczyt. 3 zwycięstwa w sezonie i wicemistrzowski tytuł Jules'a Bianchiego oraz dobra jazda Daniela Abta i Kevina Korjusa przyniosły zespołowi mistrzowski tytuł.
W 2013 roku ekipa zaliczyła kilka występów na podium dzięki dobrym występom Nigela Melkera, który ukończył sezon na szóstej pozycji. Zespół został sklasyfikowany na piątym miejscu w klasyfikacji generalnej.
W pierwszej połowie sezonu 2014 zespół wystawił tylko jeden samochód dla Marco Sørensena. Stanął on jednak tylko raz na podium, podczas wyścigu na Circuit de Monaco. Później dołączył do ekipy także Alfonso Celis, który z kolei został zmieniony Nicholasa Latifi. Kanadyjczyk odniósł sukces podczas ostatniego wyścigu sezonu, stawając na drugim stopniu podium. W klasyfikacji generalnej ekipa z dorobkiem 64 punktów uplasowała się na dziewiątej pozycji.

### Seria GP3
Od 2010 francuska stajnia startuje w nowo utworzonej Serii GP3. Pierwszy sezon startów dla zespołu nie należał do najlepszych. Tech 1 zmagania zakończył dopiero na 6. miejscu, natomiast jego najlepszy kierowca – Monakijczyk Stefano Coletti – uplasował się na 9. pozycji.
Drugi rok startów nie przyniósł widocznej poprawy. Pomimo większej zdobyczy punktów, francuska ekipa ponownie zajęła 6. lokatę. Najwyżej sklasyfikowanym zawodnikiem okazał się być Andrea Caldarelli, który pomimo uczestnictwie w zaledwie dwóch rundach znalazł się na 10. pozycji. Pierwsze zwycięstwo dla obozu Tech 1 Racing osiągnął Węgier Tamás Pál Kiss, podczas sprintu w Hiszpanii, pod Barceloną.

## Statystyki

### Formuła Renault 3.5
| Rok  | Bolid           | Kierowcy          | Wyścigi | Wygrane | PP | NO | Pkt | M.K. | M.Z. |
| ---- | --------------- | ----------------- | ------- | ------- | -- | -- | --- | ---- | ---- |
| 2006 | Dallara-Renault | Jérôme d’Ambrosio | 7       | 0       | 0  | 0  | 0   | 36   | 12   |
| 2006 | Dallara-Renault | Marco Bonanomi    | 4       | 0       | 0  | 0  | 5   | 31   | 12   |
| 2006 | Dallara-Renault | Patrick Pilet     | 6       | 0       | 0  | 0  | 14  | 21   | 12   |
| 2006 | Dallara-Renault | Ryo Fukuda        | 17      | 0       | 0  | 0  | 25  | 16   | 12   |
| 2007 | Dallara-Renault | Julien Jousse     | 17      | 0       | 1  | 1  | 62  | 10   | 1    |
| 2007 | Dallara-Renault | Alvaro Parente    | 17      | 2       | 2  | 1  | 129 | 1    | 1    |
| 2008 | Dallara-Renault | Julien Jousse     | 17      | 1       | 0  | 2  | 106 | 2    | 1    |
| 2008 | Dallara-Renault | Charles Pic       | 17      | 2       | 1  | 2  | 69  | 6    | 1    |
| 2009 | Dallara-Renault | Brendon Hartley   | 13      | 0       | 1  | 3  | 26  | 15   | 4    |
| 2009 | Dallara-Renault | Edoardo Mortara   | 2       | 0       | 0  | 0  | 6   | 24   | 4    |
| 2009 | Dallara-Renault | Daniel Ricciardo  | 2       | 0       | 0  | 0  | 0   | 34   | 4    |
| 2009 | Dallara-Renault | Charles Pic       | 17      | 2       | 2  | 3  | 94  | 3    | 4    |
| 2010 | Dallara-Renault | Daniel Ricciardo  | 18      | 4       | 8  | 5  | 136 | 2    | 1    |
| 2010 | Dallara-Renault | Jean-Éric Vergne  | 6       | 1       | 0  | 0  | 53  | 8    | 1    |
| 2011 | Dallara-Renault | Kevin Korjus      | 17      | 3       | 0  | 1  | 120 | 6    | 6    |
| 2011 | Dallara-Renault | Arthur Pic        | 17      | 1       | 0  | 0  | 16  | 23   | 6    |
| 2012 | Dallara-Renault | Kevin Korjus      | 16      | 0       | 0  | 0  | 69  | 10   | 1    |
| 2012 | Dallara-Renault | Daniel Abt        | 6       | 0       | 0  | 0  | 0   | 34   | 1    |
| 2012 | Dallara-Renault | Jules Bianchi     | 17      | 3       | 5  | 7  | 185 | 2    | 1    |
| 2013 | Dallara-Renault | Michaił Aloszyn   | 17      | 0       | 0  | 0  | 33  | 12   | 5    |
| 2013 | Dallara-Renault | Nigel Melker      | 17      | 0       | 0  | 2  | 136 | 6    | 5    |
| 2014 | Dallara-Renault | Marco Sørensen    | 17      | 0       | 0  | 0  | 44  | 12   | 9    |
| 2014 | Dallara-Renault | Alfonso Celis     | 2       | 0       | 0  | 0  | 0   | 27   | 9    |
| 2014 | Dallara-Renault | Nicholas Latifi   | 6       | 0       | 0  | 0  | 20  | 20   | 9    |

### Europejski Puchar Formuły Renault 2.0
| Rok  | Bolid          | Kierowcy                | Wyścigi | Wygrane | PP | NO | Pkt | M.K. | M.Z. |
| ---- | -------------- | ----------------------- | ------- | ------- | -- | -- | --- | ---- | ---- |
| 2010 | Tatuus-Renault | Arthur Pic              | 16      | 4       | 7  | 4  | 123 | 3    | 1    |
| 2010 | Tatuus-Renault | Hugo Valente            | 15      | 0       | 0  | 0  | 28  | 12   | 1    |
| 2010 | Tatuus-Renault | Aaro Vainio             | 16      | 0       | 2  | 2  | 101 | 4    | 1    |
| 2010 | Tatuus-Renault | Carlos Sainz Jr.        | 4       | 0       | 0  | 2  | 0   | NS†  | 1    |
| 2011 | Tatuus-Renault | Javier Tarancón         | 14      | 1       | 0  | 2  | 78  | 8    | 4    |
| 2011 | Tatuus-Renault | Paul-Loup Chatin        | 14      | 1       | 1  | 0  | 75  | 9    | 4    |
| 2011 | Tatuus-Renault | Grégoire Demoustier     | 3       | 0       | 0  | 0  | 0   | 41   | 4    |
| 2011 | Tatuus-Renault | Mitchell Gilbert        | 6       | 0       | 0  | 0  | 0   | 30   | 4    |
| 2011 | Tatuus-Renault | Miki Weckström          | 14      | 0       | 0  | 1  | 11  | 18   | 4    |
| 2012 | Tatuus-Renault | Paul-Loup Chatin        | 14      | 0       | 0  | 1  | 77  | 6    | 4    |
| 2012 | Tatuus-Renault | Matthieu Vaxivière      | 14      | 0       | 0  | 0  | 1   | 29   | 4    |
| 2012 | Tatuus-Renault | Oscar Andrés Tunjo      | 14      | 1       | 2  | 0  | 73  | 7    | 4    |
| 2012 | Tatuus-Renault | Roman Mawłanow          | 14      | 0       | 0  | 0  | 0   | 33   | 4    |
| 2012 | Tatuus-Renault | Felipe Fraga            | 14      | 0       | 0  | 0  | 21  | 18   | 4    |
| 2013 | Tatuus-Renault | Pierre Gasly            | 14      | 3       | 4  | 2  | 195 | 1    | 1    |
| 2013 | Tatuus-Renault | Jegor Orudżew           | 14      | 0       | 0  | 0  | 78  | 7    | 1    |
| 2013 | Tatuus-Renault | Matthieu Vaxivière      | 14      | 2       | 2  | 2  | 57  | 10   | 1    |
| 2014 | Tatuus-Renault | Anthoine Hubert         | 14      | 0       | 0  | 0  | 30  | 15   | 8    |
| 2014 | Tatuus-Renault | Wasilij Romanow         | 10      | 0       | 0  | 0  | 0   | 25   | 8    |
| 2014 | Tatuus-Renault | George Russell          | 2       | 1       | 1  | 1  | 0   | NS†  | 8    |
| 2014 | Tatuus-Renault | Jegor Orudżew           | 14      | 0       | 0  | 3  | 83  | 8    | 8    |
| 2014 | Tatuus-Renault | Luke Chudleigh          | 6       | 0       | 0  | 0  | 0   | NS†  | 8    |
| 2014 | Tatuus-Renault | Hugo de Sadeleer        | 2       | 0       | 0  | 0  | 0   | NS†  | 8    |
| 2014 | Tatuus-Renault | Akash Nandy             | 2       | 0       | 0  | 0  | 0   | NS†  | 8    |
| 2014 | Tatuus-Renault | Philo Paz Patric Armand | 4       | 0       | 0  | 0  | 0   | NS†  | 8    |

† - zawodnik nie był liczony do klasyfikacji końcowej.

### Seria GP3
| Rok  | Bolid           | Kierowcy          | Wyścigi | Wygrane | PP | NO | Pkt | M.K. | M.Z. |
| ---- | --------------- | ----------------- | ------- | ------- | -- | -- | --- | ---- | ---- |
| 2010 | Dallara-Renault | Doru Sechelariu   | 16      | 0       | 0  | 0  | 0   | 29   | 6    |
| 2010 | Dallara-Renault | Daniel Juncadella | 10      | 0       | 0  | 0  | 10  | 14   | 6    |
| 2010 | Dallara-Renault | Stefano Coletti   | 14      | 0       | 0  | 0  | 18  | 9    | 6    |
| 2010 | Dallara-Renault | Jean-Éric Vergne  | 4       | 0       | 0  | 0  | 9   | 17   | 6    |
| 2010 | Dallara-Renault | Jim Pla           | 2       | 0       | 0  | 0  | 0   | 36   | 6    |
| 2011 | Dallara-Renault | Aaro Vainio       | 8       | 0       | 0  | 0  | 12  | 15   | 6    |
| 2011 | Dallara-Renault | Andrea Caldarelli | 4       | 0       | 0  | 2  | 20  | 10   | 6    |
| 2011 | Dallara-Renault | Thomas Hylkema    | 12      | 0       | 0  | 0  | 0   | 34   | 6    |
| 2011 | Dallara-Renault | Tamás Pál Kiss    | 16      | 1       | 0  | 0  | 11  | 16   | 6    |